# Драмче
Драмче (мкд. Драмче) је насеље у Северној Македонији, у источном делу државе. Драмче је у саставу општине Делчево.

## Географија
Драмче је смештено у источном делу Северне Македоније, близу државне границе са Бугарском - 5 km северно од насеља. Од најближег града, Делчева, насеље је удаљено 10 km северозападно.
Насеље Драмче се налази у историјској области Пијанец. Насеље се развило на северозападном ободу Делчевске котлине. Североисточно од насеља издиже се планина Влајна, док јужно од њега протиче река Брегалница. Надморска висина насеља је приближно 750 метара.
Месна клима је планинска због знатне надморске висине.

## Историја
У месту је између 1869-1878. године радила српска народна школа.

## Становништво
Драмче је према последњем попису из 2002. године имало 288 становника.
Претежно становништво у насељу су етнички Македонци (99%), а остало су Срби.
Већинска вероисповест месног становништва је православље.